# 음악의 신
음악의 신(The god of music : 오디션과의 전쟁)은 그룹 룰라 출신의 프로듀서 이상민을 주인공으로 오디션과의 전쟁을 주제로 하는 Mnet의 모큐멘터리 예능 프로그램이다. 리얼리티와 페이크를 넘나드는 구성으로 케이블채널 프로그램의 새 지평을 열었다는 평을 받았다.
8회 방송분부터는 이상민 대표가 3회, 4회, 6회, 7회 방송분과 8회 최종공개모집 과정에서 직접 선발한 연습생들이 참여했으며 다양한 계층과 장르의 게스트들이 매회 등장했다. 또한, 방영분 중간마다 간접광고를 상당수 포함하고 있다.
LSM엔터테인먼트 공식사이트 주소 http://www.LSMent.com를%5B깨진+링크(과거+내용+찾기)%5D 통해서도 공지사항 및 플래시 영상클립, 등장인물 정보, 커뮤니티 게시판, 방송 후기 토론 등의 양방향 섹션이 마련되어 있으며, 일부 커뮤니티 회원들에 의해 제공된 아이디어가 다음 회차 방송에 그대로 반영되기도 했다. 지난 회차 다시보기는 DV, IPTV, TVing을 통해서도 지원된다.
본방송은 2012년 4월 18일부터 7월 11일까지 방영되었다. 12부작으로 방송이 종료될 예정었으나 1회 연장되어 13부작으로 방송이 종영되었으며, 사정상 본방에서 편집 및 삭제된 미방영분은 2012년 7월 18일 LSM엔터테인먼트의 다음 카페를 통하여 온라인상으로 공개되었다.

## 회차 정보
- 제01회 - 2012년 4월 18일 : LSM엔터테이먼트의 화려한 도약?!
- 제02회 - 2012년 4월 25일 : 연예계의 실체를 공개!
- 제03회 - 2012년 5월 2일 : LSM엔터테인먼트 오픈자선파티!
- 제04회 - 2012년 5월 9일 : LSM 연습생 공개모집!
- 제05회 - 2012년 5월 16일 : 실의에 빠진 상민! 그와 함께 슬픔을 나누는 동료들
- 제06회 - 2012년 5월 23일 : LSM 1호 연습생의 혹독한 트레이닝!
- 제07회 - 2012년 5월 30일 : LSM엔터테인먼트 화보촬영현장!
- 제08회 - 2012년 6월 6일 : 90년대를 주름잡았던 톱스타 출연!
- 제09회 - 2012년 6월 13일 : LSM엔터테인먼트와 유세윤감독의 만남!
- 제10회 - 2012년 6월 20일 : LSM Entertainment 드디어 톱스타 영입!
- 제11회 - 2012년 6월 27일 : 대구 클럽 오픈날도 연이어 벌어지는 상민의 대굴욕!!
- 제12회 - 2012년 7월 4일 : 20's 초이스에 초청된 이상민!
- 제13회 - 2012년 7월 11일 : 음악의신 긴 여정의 마지막 이야기
- 번외편 - 2012년 7월 18일 : 미공개 영상

## 등장 인물

### LSM엔터테인먼트
- 이상민 대표 - 이상민

1990년대 초중반 그룹 룰라의 멤버로 활동하며 2000년대 초반까지 유력 프로듀서였으나, 2000년대 중반부터 이혼, 소송, 도박사이트 관여, 불법대출알선 등 여러 사유로 공중파 출연 정지를 당하며 나락으로 추락한 뒤 LSM엔터테인먼트를 설립하여 재기를 노린다. 최근 난무하는 오디션프로그램에 대한 반감을 가지고 있다. 방송을 통하여 연습생을 선발하고 기존의 유명 뮤지션을 섭외하여 미니음반 '음악의 신 – THE FIRST'을 제작한다.
- 김가은 비서 - 김가은

LSM엔터테인먼트에서 가장 비교적 정상적인 인물로 대표이사 이상민을 서포트하고 있다. 기본적으로는 이상민을 무시하고 있다. 가끔씩 단독 샷에서 랩을 구사하는 경향을 보이며 H-유진과 유노윤호, 샤이니의 민호에 대한 팬심을 과시한다. 이수민고문을 바라보는 눈빛이 껄끄럽다. 네오퍼플측에서 김비서의 하차를 강력히 요구했었다. 이수민 고문과 솔비와의 갈등관계에서는 솔비를 더 응원한다.
- 매니저 백실장 - 백영광

과체중이며 무면허 매니저(무면허는 설정 추정)로 LSM엔터테인먼트의 고문관 역할을 맡고 있다. 달샤벳의 아영을 흠모하며 이상민의 전처 이혜영의 La Dolce Vita가 애창곡이다. 가끔 연예인들의 행적이나 이동 경로에 대해 카메라 앞에서 여과되지 않은 직설을 구사하는 모습을 보인다. 7회 이후부터는 백실장이라는 직함으로 불리며, 모르는 연예인들은 아저씨나 할아버지로 취급한다.
- 고영욱 이사 - 고영욱

1990년대 초중반 룰라로 데뷔하여 플레이어, 신나고, 룰라 맨 등을 거친 이상민의 아삼륙으로 LSM엔터테인먼트의 캐스팅 이사로 발탁되어 5회까지 이상민 대표와 함께 주옥같은 애드립으로 인기를 끌었으나, 불미스러운 성추문으로 하차한다.
- 이수민 고문 - 이수민

1984년생으로 LSM엔터테인먼트의 최대 스폰서 네오퍼플 유영복 이사의 압력으로 인하여 제1호 연습생이 된다. 자신의 낮은 재능을 눈치채고 있지 못하며 운전면허증을 소지하고 있어서, 이상민의 로드매니저 노릇을 하고 여러 가지 가창력 및 댄스 과외에 참여하나 네오퍼플측의 반발로 인해 상임고문으로 승격된다. 자신과의 상의 없이 LSM엔터테인먼트에 영입된 솔비를 경계하고 있지만, 한편으로는 음원은 같이 녹음하고 싶어한다.
- 이유빈(女.16세)

타사 오디션에서 낙방한 뒤 LSM엔터테인먼트의 최종 공개모집에서 합격하게 된다. 연기에 의욕을 보인다.
- 박주영(男.16세)

채리나에게 팔딱거리는 생선 같다는 말을 듣는다. 말투에 방언의 억양이 섞여 있다. 이지혜의 연기실력을 저평가한다.
- 박헌서(男.16세)

기타연주가 특기이며 제주도 출신이나 집이 아파트여서 마당이 없다고 전해진다. 눈썹 문신 제의를 받는다.
- 최원영(男.19세)

랩을 구사하며 자신도 고재형처럼 이상민을 만난 계기로 신용불량자가 되지 않을지 우려하고 있다.
- 정재욱(男.20세)

댄서이며 이상민 대표가 사실은 춤을 그렇게 썩 잘 추지는 못한다고 여긴다. 이수민 고문에게 바퀴벌레춤을 전수받는다.
- 이사라(女.22세)

랩과 댄스 및 노래에 재능을 보이며 중국 출신으로 이상민 대표보다는 JYP엔터테인먼트의 박진영을 존경한다.
- 김은진(女.24세)

김흥국의 생수를 거절한다. 팝과 발라드를 즐겨 부르며 무표정한 얼굴과 보이시한 느낌 때문에 남자로 오해받는다.
- 안세희(女.25세)

김흥국으로부터 고집이 셀 것 같다는 인상을 받게 된다. 연습생 중에서는 출연빈도가 가장 적은 편이다.
- 솔비(女.28세) - 솔비

싸이더스와 계약이 종료된 부분에 대하여 언급한다. LSM엔터테인먼트와의 만남에서 구체적인 계약조건이 논의되어 영입에 성공했다. 초반부터 이수민 고문과의 갈등을 일으킨다. 방송이 진행될수록 이상민 대표가 점점 이상해지는 것 같다고 느낀다.

### 스폰서쉽 및 관련 업체들
- 네오퍼플

LSM엔터테인먼트의 최대 고객으로 이상민 대표에게 유산균에 관련한 무리한 악곡을 부탁한다. 또한, 연습실 지원을 공언하였지만, 고영욱의 물의 이후 LSM엔터테인먼트의 사명을 난황엔터테인먼트로 변경을 요구한다. 이수민을 데뷔시키기 위해 노력했지만 김비서의 하차를 요구한 뒤 이수민을 상임고문으로 승격시키도록 압력을 행사한다. 20's choice 무대위에 선 이수민의 모습에 대해 매우 만족해하며, 마지막회에서는 이상민 대표에게 최아진의 데뷔를 청탁한다.
- 다음

국내 굴지의 포털사이트로 LSM엔터테인먼트의 큰 고객사. 이상민을 신뢰하고 있지는 않지만, 이상민을 검색하면 가수 이상민에 앞서, 국회의원 이상민과 농구인 이상민과 개그맨 이상민이 먼저 나왔기 때문에 순서를 수정하고 추후에는 프로필 사진까지 교체한다. 마지막회에서는 LSM엔터테인먼트 일동을 본사 사옥으로 초청하여 사옥 내부를 홍보한다.
- Mnet

CJ 계열의 케이블방송사로 공중파만큼 큰 영향력을 가진 미디어 거물. 오디션 프로그램 열풍을 주도한 장본인들이기도 하며, UV신드롬의 후속작 음악의신 주인공으로 이상민을 낙점한 뒤 슈퍼스타K4 지원을 권유한다.
- 맥심

인기 성인남성잡지로 이상민 대표 및 LSM엔터테인먼트의 일원을 촬영한다. 이상민에게 연관검색어들을 나열하여 곤혹스럽게 만든다. 또한, 상반신 세미누드와 함께 이애기 콘셉트의 사진 촬영을 요구하여 이상민은 비탄에 잠기며 과거 시절을 그리워한다.

### 지인들
- 고재형 - 고재형

前 X-LARGE의 리더로 이상민 대표에게 돈을 빌려주었으나 5년째 받지 못하고 있다. 고영욱의 빈자리를 노리는 듯하다. 이지혜와 함께 가장 자주 등장하는 게스트.
- AT

이상민 대표와 아삼륙인 작곡가. 실제로 LSM엔터테인먼트는 아니지만 하청업체처럼 이상민 대표에게 노동력을 착취당한다.
- 용감한형제 - 용감한형제

이상민이 전속작곡가 섭외를 위한 미팅을 추진하고 브로스의 Win Win같은 스타일의 작곡을 부탁하지만 거절당한다. 9회 방송분에서 자신이 맡고있는 빅스타를 노출했다.
- 임창정 - 임창정

LSM엔터테인먼트가 가장 처음으로 영입하고자 했던 대상이었지만 제의를 거절한다.
- 김흥국 - 김흥국

1980년대 '10대가수'출신. LSM엔터테인먼트 두 번째 신인 공개 모집에 심사위원으로 참여한다. 고영욱의 성폭행 혐의로 인해 축구장 촬영분이 통째로 편집되는 불운을 맛봤었다. 파주시 산남동 촬영에서도 재회한다. 유현상과 '유흥가'를 결성하지만 자신과 기러기 아빠 캐릭터가 겹치는 것을 불만족스럽게 여긴다.
- 김도현 - 김도현 (슈퍼스타K3)

오디션 프로그램 출신이지만 이상민 대표의 구애를 받는다. 계약은 보류하지만, 여전히 이상민 대표가 눈독 들이고 있다.
- 채리나 - 채리나

신정환의 군입대로 인하여 룰라에 영입된 멤버로 룰라의 멤버중 이상민 대표와 고이사를 제외하고 가장 자주 등장한다. 3회, 5회, 8회, 12회, 13회에서 모습을 볼 수 있다.
- 김지현 - 김지현

1990년대 최고의 인기를 누리던 룰라의 리드보컬. 최근 성형수술을 위해서 이상민 대표의 전화를 받지 않았었다. 5회와 8회에서 모습을 볼 수 있다.
- 이지혜 - 이지혜

과거 이상민 대표에 의해 데뷔하게 되었으며 그룹 <성형외과> 결성 제의를 받는다. 이상민 대표에게 데뷔를 시켰으면 책임을 지라고 일갈한다. 고재형과 비슷한 빈도로 자주 출연하는 게스트.
- 김아림 - 김아림

이상민 대표가 헬스클럽에서 반한 여자. 이상민의 섭외를 처음에는 거절했지만, 이상민이 생각보다 나쁜 사람 같지는 않다고 생각한다. 10회 방영분에서는 LSM엔터테인먼트의 신인연기자로 소개된다. 이상민 대표가 보내는 카카오톡 메시지를 무시한다.
- 최호섭 - 최호섭

'세월이 가면'을 부른 1980년대 유명가수. 이상민이 자신의 히트곡을 리메이크하는 것을 내키지는 않지만 허락한다.
- 홍서범 - 홍서범

옥슨80출신으로 '불놀이야'를 히트시킨 추억의 스타. 이상민 대표에게는 국내 최초의 랩을 구현한 인물로 평가받는다.
- 신화 - 신화

대한민국에서 가장 인기 있는 아이돌 그룹 중 하나로써, 이상민의 요구에 의해 LSM엔터테인먼트에 대한 응원 영상을 마지못해 헌정한다.
- 윤도현 - 윤도현

인기밴드 YB의 보컬리스트로. MBC 나는 가수다를 통하여 고영욱과 친분을 쌓는다. 섭외를 위해 밴드 연습실에 찾아온 이상민을 재미있어하지만 거절하고 자신의 형상을 인쇄한 판자를 대신 선물한다. 20's 초이스 시상식에서 이상민 대표의 옆자리에 앉는다.
- ET

2회에 이어 6회에도 등장하는 특이한 외모의 게스트로 처음에는 까메오 역할이었지만 6회에서는 드림콘서트 현장에서 매니저를 제압한다.
- 낸시랭 - 낸시랭

LSM엔터테인먼트 창립기념 자선파티에 등장하여 얼마 안 되는 손님들에게 행위예술을 선보여 네오퍼플 관계자들을 아연실색하게 만든다. 연예인 바자회 행사에도 모습을 드러낸다.
- 최군 - 최군

서울특별시 마포구 모처에서 아프리카TV BJ 활동을 하고 있다. 첫회에 등장하여 이상민을 자신의 방송에 섭외하여 실시간 검색어 순위 1위에 등극시킨 뒤 굴욕의 8소절 랩을 요구한다. 11회에서는 이상민 대표가 최군TV에 솔비를 출연시키도록 알선한다.
- 씨스타 - 씨스타

자신들을 시크릿으로 착각하는 이상민에게 약간은 실망한다. 이 중 다솜은 백영광과는 구면이다. 고영욱 하차 이후 본의 아니게 가장 많이 회자되는 게스트. 12회에서 보라와 효린이 LSM엔터테인먼트일동에게 인사를 한다.
- 길 - 길

리쌍의 작곡가이자 MBC 무한도전의 레귤러 멤버로 보이스 코리아 녹화현장에서 이상민이 친분을 과시하기 위해 손짓을 한다.
- 허경영 - 허경영

LSM엔터테인먼트 워크샵에 강연 도중 무중력 춤을 선사한다. 고영욱의 절대적인 신앙심을 받는다.
- 장문복 - 장문복

슈퍼스타K2를 통하여 락통령 고준규의 뒤를 잇는 힙통령으로 명성을 얻는다. 고영욱의 전폭적인 지지에 힘입어 LSM엔터테인먼트를 방문한 뒤 자신의 랩 실력을 과시한다.
- 사유리 - 후지타 사유리

LSM엔터테인먼트 신인 공개 모집에 심사위원으로 참여한다. 이상민을 사기꾼으로 하대하는 듯 보인다.
- 서인국 - 서인국

이상민 대표가 서인국에게 '연서'라는 곡을 헌정해 달라고 부탁하지만 성사되지 못한다.
- 소녀시대 태티서 - 소녀시대 태티서

이상민 대표에게 헌정앨범 제의를 받지만, 태연은 터져 나오는 웃음을 참지 못한다.
- 아이비 - 아이비

이상민 대표에게 헌정앨범 제의를 받지만, 신보 <찢긴 가슴>을 "찢긴 사랑"으로 잘못 발음하는 이상민 대표에 대해 아쉬워한다.
- 유키스 - 유키스

헌정앨범 관련으로 이상민이 섭외하려고 했으나 동호가 제일 필요한데 없었기 때문에 무안을 당했다.
- 양배추 - 조세호

이상민이 슈퍼스타K4 예선 참가를 위해 열차로 이동하던 중 고영욱과 함께 재회한다. 이상민이 김미파이브를 운영하던 시절 고용되어 임금을 체납 당한 적이 있다.
- 문메이슨 - 문메이슨

스폰서 네오퍼플의 제품 홍보를 위한 CF 촬영장에서 이상민을 이상한 아저씨라고 생각하고 경계한다.
- 허세중

LSM엔터테인먼트의 신인 모집 당시 자신의 뺨을 때리며 장렬하게 탈락했으나, AT의 작업실까지 쫓아오며 연습생의 신분이 되기 위해 노력한다.
- 차선경

꼬마 룰라에서 리틀 김지현분을 맡았었다. 이로 인해 리틀 고영욱이 지드래곤이었다는 일화가 함께 밝혀졌다.
- 최홍만 - 최홍만

이상민 대표가 고재형대신에 캐스팅이사를 최홍만으로 낙점했으나, 김비서의 포크신공으로 무산된다. 백영광과는 구면이며 그를 자주 구타한다.
- 준수, 찬성, 택연 - 2PM

드림콘서트 현장에서 이상민 대표가 격려를 빙자한 친분을 과시하기 위해 출연한다.
- 카라 - 카라

드림콘서트 현장에서 이상민 대표와 마주친다. 이때 박규리가 이상민 대표와 구면인 것이 드러났다.
- 에이핑크 - 에이핑크

드림콘서트 현장에서 박초롱과 정은지를 제외한 모든 멤버가 이상민 대표를 직접 친히 접견한다.
- B1A4 - B1A4

드림콘서트 현장에서 이상민 대표와 함께 존재감을 드러냈다.
- 제국의아이들 - 제국의아이들

드림콘서트 현장에서 이상민 대표의 제의로 룰라의 저주에 대한 묵념을 실시하지만 황광희는 웃음을 참지 못한다.
- 에일리 - 에일리

드림콘서트 현장에서 백영광에 의해 부산광역시의 클럽에 등장하지 않았느냐는 추궁을 받는다.
- 울랄라세션 - 울랄라세션

연습생 겸 로드매니저 이수민을 떠넘기기 위하여 이상민 대표가 찾아간 그룹으로 故임윤택을 제외한 3명이 등장했다.
- 박초은, 이태영

MBC 코미디언으로 이수민의 친구 역할로 등장한다. 12회에 방영될 이상민의 소개팅 자리를 미리 주선한다.
- 허공 - 허공

이상민 대표에게 부탁을 받고 이수민의 재능을 평가해보려 하지만 곧 좌절에 빠지고 만다.
- 팝핀현준 - 팝핀현준

이수민에게 바퀴벌레춤을 연습시키며 24시간을 안자고 연습해서 3개월이면 기본기를 갖출 수 있다고 말한다.
- 박휘순 - 박휘순

LSM엔터테인먼트의 스폰서 다음과의 미팅자리에 행사비를 받는 조건으로 동행하지만, 이상민 대표의 액수 제시에 분노하여 톰포드 선글라스와 듀퐁 머니클립에 이어 롤렉스시계를 갈취한다.
- 우희 - 달샤벳

백영광의 손에 이끌려 LSM엔터테인먼트의 공개모집에 참여하게 된다. 타 기획사 연습생이라는 사실이 들통 나 백영광에게 결별선언을 듣게 된다.
- 토니안 - 토니안

TN엔터테인먼트를 이끄는 수장으로써 LSM엔터테인먼트의 대표 이상민과 함께 만나게 되어 S#arp과 이상민과 월드뮤직 간의 관계와 오해에 대해 듣게 되지만 LSM엔터테인먼트를 라이벌 업체로 취급하지는 않는다.
- 주호민 - 주호민

신과함께의 작가로 음악의신 이상민 대표가 만화제작사 와이랩(Ylap)을 방문할 때 만나게 된다. 이상민의 자서전으로 단행본을 출간하기는 어렵다고 판단한다. 백영광에게 남궁연과 닮았다는 취급을 받는다.
- 마이티마우스 - 마이티마우스

상추가 트위터에 음악의 신을 언급한 것이 화근이 되어 이상민과 함께 만나게 된다. 쇼리J는 백영광이 DJ DOC의 정재용인 줄 알고 화들짝 놀란다. 김종국의 친척인 소야가 언급된다. 마지막회에서 LSM엔터테인먼트 연습실 완공 행사에 참여한다.
- 황보 - 샤크라

이상민의 발굴로 데뷔하게 된 샤크라의 前 멤버로 인한 인연으로 LSM엔터테인먼트의 연습생 최종 공개모집에 참여하게 된다.
- 달샤벳 - 달샤벳

촬영 시점에서 이미 비키의 탈퇴로 인해 우희로 대체된 채 출연한다. 아영의 생일이 백영광의 생일로 와전되어 이상민이 실수로 생일파티를 열고 달샤벳을 초대하게 된다. 아영은 백영광을 변태로 생각한다.
- DAZE47

이상민 대표와 매니저가 DAZE47을 찾아갈 때 등장한다. 이상민 대표가 '다제사십칠'이라고 발음하여 망신을 산다. DAZE47 멤버들은 브로스의 dejavu가 좋은 음악이라며 가식적으로 반응한다.
- 유세윤 - UV

Mnet 《유세윤의 아트비디오》라는 신규 프로그램의 감독 선언식에 이상민 대표가 참석하여 감독으로 데뷔하는 유세윤에게 음악의 신을 영화로 제작해달라고 요청하지만, 유세윤은 재미가 없을 것이라고 말한다. 결혼생활이 어떻게 될 것인지에 대한 확신이 없다. 번외편에서는 목소리로 출연하여 이상민 대표에게 영화제작을 의뢰하고 싶다면 김흥국의 콧수염부터 삭털해야한다는 조건을 내건다.
- 김성수 - 쿨

최근 예능에서 생활고에 시달린다고 밝힌 스타로 성진우와 함께 LSM엔터테인먼트를 찾아가 이상민 대표에게 이혼, 사건 등 여러 가지 악재들에 대해 동일한 아이덴티티를 형성하고자 했지만 실패한다. 음악의 신을 통하여 트로트 장르의 싱글 <누나>를 녹음할 예정이다.
- 성진우 - 성진우

'포기하지마'라는 히트곡으로 활발한 행사활동을 하고 있는 이상민 대표와 동시대에 데뷔한 가수. 김성수와 함께 LSM엔터테인먼트를 찾아가지만, 중화요리만 먹고 행사를 뛰러 간다.
- 김기수 - 김기수

안선영과 함께 연예인 바자회에 참석하여 MC를 맡는다. 음악의 신 티셔츠 가격에 놀란다.
- 안선영 - 안선영

서울특별시 강남구 청담동 모처에서 연예인 바자회를 주도했지만, 이상민이 출품한 품목에 대하여 경악을 금치 못한다.
- 이세은 - 이세은

안선영의 초대로 바자회에 참석하여 모습을 드러낸다.
- 엄지원 - 엄지원

안선영의 초대로 바자회에 참석하여 모습을 드러낸다.
- 나몰라패밀리 - 나몰라패밀리

바자회에서 이상민 대표와 마주치게 되어 '믿음이 부족해'의 댄스 고안을 부탁한다. 이때 이상민 대표가 김태환에게 f(x)의 엠버와 닮았다고 오빠를 사칭하라고 부추긴다. 한편, 기존에 알려진 김재우의 자리에 고장환이 대신 멤버로 자리해있었다.
- The One - The One

개개인의 혈액형을 중시하는 태도를 보이며, 연습생들의 보컬레슨을 진행하지만, 자세히 듣지는 않는다. 연습생들이 프로듀서를 잘못 만났다고 여기고 있다.
- SAN E - SAN E

LSM엔터테인먼트의 연습생들에게 랩 강의를 하기 위해 방문한다. 고재형의 심한 견제를 받는다. 이상민 대표에게 후한 평가를 내리는 몇 안 되는 게스트 중 한 명.
- H-유진 - H-유진

이상민과 미국에서 마주친 적이 있는 의외로 오래된 구면이다. 김비서의 애정표현에 거부감을 표현한다. LSM엔터테인먼트의 계약 서명을 거부한 뒤 유노윤호가 캐스팅 되는 것을 방해하려고 한다.
- 탁재훈 - 탁재훈

3주 동안 이상민 대표의 연락을 받지 않다가, 채널A의 '쇼킹'에 이상민 대표와 이지혜가 섭외된 것을 계기로 마주치게 된다. 이상민에게 다시는 전화하지 말라며 회피한다.
- 김수미 - 김수미

이상민 대표가 이지혜와 함께 채널A의 '쇼킹'에 출연하는 씬에서 등장하게 된다.
- 신현준 - 신현준

채널A의 '쇼킹' 촬영현장에서 존재감을 드러낸다.
- 김진표 - 김진표

이상민 대표가 김가은 비서 없이 찾아오자 곤란해한다. 이상민의 과거 약점에 대해 많이 언급하며 LSM엔터테인먼트의 회사 공금으로 구매된 선물을 받고 화해에 응한다.
- 빅스타 - 빅스타

용감한형제의 연습실에서 존재감을 드러낸다.
- 김보성 - 김보성

경기도 파주시 산남동 세트장에서 우연히 마주친다. 백영광 매니저는 김보성을 알아보지 못하고 기수련을 하는 사람으로 취급한다.
- 유현상 - 백두산

LSM엔터테인먼트 사무실에 찾아와 이상민 대표에게 랩을 가르쳐달라는 부탁을 한다. 백영광 매니저에게 할아버지 취급을 당하게 된다. 김흥국과 '유흥가'를 결성하지만 이상민의 연습과 김흥국의 실력으로 인해 '유흥가'활동을 하지 않기로 결심한다.
- 구준엽 - 구준엽

이상민 대표가 새로이 창업한 대구광역시 소재의 클럽 '룰루랄라'의 개장공연 섭외차 LSM엔터테인먼트를 방문하게 된다. 클럽에서 이상민 대표에게 실망한 뒤 다시는 연락하지 말라고 한 뒤 떠난다. 마지막회에서는 네오퍼플이 완공한 LSM엔터테인먼트 연습실 개장 파티 행사에 참석한다.
- 뮤지 - UV

'동경의 추억들'의 잦은 메뉴 변경 및 가격하락에 대해서 지적한다. 고영욱이 녹음할 예정이던 싱글 '널 좋아해'의 작곡비 대금 지급을 요구한다.
- 은우 - 박은우

백영광 매니저의 초대로 뮤지와 이상민 대표의 만남 간에 합석하게 된다. 음악의신 초창기 방영분에서 희화화되었던 장면을 쿨하게 넘어간다. 이상민 대표의 제안으로 솔비 솔로 앨범의 프로듀서로 참여하게 된다.
- ZAM

前 ZAM의 멤버 황현민과 김준수가 등장하여 구준엽에게 했던 무례한 행동에 대해 이상민 대표를 비판한다.
- 헬로비너스 - 헬로비너스

멤버들이 등장하여 자신들의 장기를 한가지씩 선보이며 특히 유아라가 이수민 고문과 유연성 대결을 벌인다. 나라는 백영광 매니저에게 금보라씨를 닮았다는 취급을 받는다.
- 인피니트 - 인피니트

이상민 대표가 직접 기획한 프로그램 제작안과 레몬사탕을 들고 찾아가나 본인들은 멤버들의 이름을 알고 다시 찾아오라며 거절한다.
- 신동 - 슈퍼주니어

비틀즈코드의 촬영장에서 존재감을 드러낸다.
- 유상무 - 유상무

양배추가 이전에 언급했던 김미파이브 시절의 이야기를 다시 한다. 2주동안의 주급이 입금이 안되었다고 이상민 대표를 향해 주장한다.
- 조정석 - 조정석

20's 초이스 시상식에서 booming star부문상을 수상한 뒤 이상민 대표를 위로한다.
- 이현도 - 이현도

음악의 신 모자를 쓴 스크린 샷으로 처리되었으며 목소리로 출연하여 과거 <3!4!>시절 활동에 대해서 이상민 대표를 비판한다. 이상민 대표가 솔비의 음원을 부탁하여 흔쾌히 수락한다.
- 김수현 - 김수현

20's 초이스 시상식에서 백영광과 조우한다. 이로써 일부 언론에서 밝힌 백영광과 김수현이 친분관계가 있다는 보도가 입증되었다.
- 박진영 - 박진영

20's 초이스 시상식장에서 이상민과 마주치게 된다. 이들은 SNL 코리아 시즌2의 촬영도 함께 하게 되며 해당 내용은 본편이 아닌 웹 공개용 번외편에 수록되었다. 번외편에서 이상민과 LSM엔터테인먼트를 크게 무시한다.
- 김민수 - 김민수

본편이 아닌 웹 공개용 번외편에 출연한다. SNL 코리아 시즌2 촬영 현장에서 양현석을 성대모사 한다. 이상민 대표에게 바짓가랑이 테러를 당한 뒤 "야이 개쯔레기같은놈아!"라고 외친다. 녹화가 끝난뒤에도 이상민 대표와 함께 콘셉트에 심취하여 콩트를 같이 계속 이어나간다.
- 장진 - 장진

13회 예고편과 웹 공개 번외편의 예고편에 등장했지만, 본편과 번외편 모두 등장하지 못하는 비운을 맛봤다.
- 장재인 - 장재인

이상민 대표의 부탁으로 LSM엔터테인먼트를 방문한다. 이수민 고문의 기타연주와 노래에 실소를 금치 못하며, 이수민과의 듀엣 녹음은 꺼려한다.
- 최아진 - 최아진

극중 네오퍼플 유영복 이사의 외조카로 출연하여 LSM엔터테인먼트에서 데뷔시켜달라고 조른다. 이수민 고문에게는 가족으로 소개되었지만 외숙모의 동생의 딸이라는 설정이기 때문에 항렬상으로는 촌수가 없는 남남이된다. 이상민 대표가 체면을 위해 직원들 앞에서는 영입을 거절하지만 직원들이 안보는 사이에 건물 복도까지 쫓아가 영입하겠다며 말을 바꾼다.
- DMTN - DMTN

LSM엔터테인먼트의 연습생 교육용 동영상에서 이빨이 깨지는 방송사고의 당사자로써 LSM엔터테인먼트의 연습생들과 조우하여 존재감을 드러낸다.
- 이한위 - 이한위

웹 공개용 번외편에서 등장한다. SNL코리아 시즌2 촬영현장에서 이상민 대표와 마주치며 이전에 무산된 영화제작에 대해 언급한다.

## 화제성 및 논란
- LSM엔터테인먼트 다음 커뮤니티에서 이수민 고문이 팬들과의 채팅에서 언급했던 서울특별시 강남구 청담동 소재 레스토랑 <동경의 추억들 (東京の思い出)>의 폐업소식이 10회에 뮤지와 이상민 대표 간의 대화 장면을 통해 사실로 확인되었다. 1회와는 달리 10회에서는 가게의 상호명이 편집된 채 방영되었다.
- 슈퍼스타K4 1차 예선을 위해 이상민 대표가 응시한 곡은 이문세의 <소녀>.
- 고영욱 이사는 탁재훈이 지각을 자주 한다고 폭로하는 대목에서 위키피디아라는 단어를 언급했다.
- 4회 방송분에서 언급된 '턱 깎고 힘들게 사는 여자'는 이미 2009년 9월 7일에 방영된 MBC 황금어장의 라디오스타에서 언급된 바 있다. 또한, 7회에 방영된 맥심에서 이상민 대표의 성욕감퇴에 대해 인터뷰하는 내용도 해당 방송분에 포함되어 있다.
- 이상민 대표가 지인과 함께 JYJ를 언급하는 과정에서 모 폭력조직 부두목의 아들인 백모씨의 존재가 편집되지 않고 방영되었다.
- 이상민 대표는 고영욱 이사 부친의 장례식 때 맞절을 올리며 웃은 적이 있다.
- 룰라 남성 멤버 전원이 공중파 출연금지를 당했지만, 이상민 대표가 아직 SBS 출연은 가능한 것으로 밝히고 있다.
- 4회에 방영된 파키스탄 바이어 접객씬에서 김가은 비서의 대사가 영어로 되어있어서 화제가 되었는데 김비서는 청소년기를 뉴질랜드에서 보냈었다.
- 2회 방송분에서 씨스타가 등장했을 때 이상민 대표가 고영욱 이사에게 '나이트클럽에서 여관 간다는 것을 말렸다'고 밝힌 내용은 고영욱 미성년자 간음사건 이후 관련 캡처 이미지와 플래시 비디오 파일의 확대 재생산을 낳았다.
- 워크샵으로 행하는 도중 이상민 대표와 고영욱 이사를 당황하게 한 노래는 日 6인조 그룹 忍者가 1989년에 발표한 싱글 <お祭り忍者>로 1995년 룰라의 '천상유애'가 표절 논란에 휩싸일 때 원곡으로 제기되었던 곡이다.
- 씨스타 다솜의 발언으로 인해 백영광이 실제로는 운전면허증을 보유한 차주인것을 유추하게 하는 내용이 있었다.
- 보이스 코리아녹화 현장에서 한 기자에게 질문받았던 최민수 관련 언급은 지난 2006년 전처인 엔터테이너 이혜영과의 이혼소송 관련 기자회견이었다. 당시 장소는 김지현이 운영하던 와인바 '듀도'였으며 심리적 압박감으로 절친한 사이인 최민수를 대동한 것으로 추측된다.
- 윤도현과의 대화에서 임재범이 줄리아나 클럽에서 시비가 붙어 이상민 대표에게 전화를 걸어 도움을 청한 적이 있음이 드러났고 실제로 현장에 간 것은 고영욱임이 밝혀졌다.
- 2회 방송분 마지막씬에 등장한 영등포공고 재학생 고혜정양이 고영욱 미성년자 성폭행 혐의의 피해자로 거론되었으나 사실이 아닌 것으로 판명되었다.
- 4회 방송분에 자살예방 켐페인에 참여하게 된 것은 1996년 1월 12일에 있었던 '이상민 자살소동'에 대한 자조적인 풍자이다. 그해 1월 1일 서지원의 자살 사건에 이어 1월 6일에는 김광석이 자살사하였는데 뒤이어 1주일 만에 터진 이상민의 자살시도는 세간에 충격을 불러왔다.
- 고영욱 솔로 앨범 진행은 경찰 측이 고영욱에 대한 조사를 진행하면서 불가피하게 취소되었다.
- 5회 예고편에 등장한 룰라의 여행과 김흥국과의 축구를 끝내 방영하지 못하고 재촬영하게 되었다. 이 상황은 영화 엽기적인 그녀의 오마주를 통하여 간접적으로 이상민 대표가 심경을 표현했다.
- 악플러로 출연한 초등학생 연기자는 사실 5회에 출연할 예정이었으나 불가피하게 6회로 미뤄졌다. 이 학생이 실제 악플러인가하는 논란을 낳아서 Mnet측 제작진이 직접 해명에 나서기도 했다.
- 5회에서 눈물셀카씬의 스크립트 '눈물이 좋다'는 채연의 싸이월드 미니홈피의 게시글을 풍자한 것이다.
- 6회에서 이상민 대표가 와플과 커피를 마시며 '할리우드가 아닌 서울에서 태어났나보다'라고 하는 장면은 려원의 싸이월드 미니홈피의 게시글을 풍자한 것이다.
- 6회에서 악플러에 대항하여 '저를 만나주시겠어요?'라고 하는 장면은 한예슬의 싸이월드 미니홈피의 게시글을 풍자한 것이다.
- 유인나 키스사건에 대한 이상민 대표의 적극적인 해명과는 달리 이지혜가 이상민의 면전 앞에서 백지영을 언급한 것에 대해서는 적극적인 해명이 이뤄지지 않은 탓에 인터넷 여론이 두 갈래로 갈려서 해당 루머에 대한 논쟁을 벌이기도 했다. 9회 방영분에서는 이에 대한 적극적인 해명이 이뤄졌다.
- 6회 촬영분에서 김비서가 이수민의 랩에 대해 혹평을 한 대목은 인터넷에서 화제가 되었던 동영상 '개 짖는 소리 좀 안 나게 해라'를 패러디한 것이다.
- 박휘순이 이상민 대표가 평소에 구글을 사용한다는 사실을 폭로하여 다음 관계자들의 심기를 불편하게 만들었다.
- 마이티마우스의 쇼리J는 고영욱과 삼각관계가 될 뻔한 적이 있다.
- 7회에는 오프닝 화면부터 유명인이 아닌 일반인의 전설적인 싸이월드 허세글을 인용하였다.
- 7회에서 이상민 대표 특유의 유행어인 "효효효효효(효×5)"가 처음으로 기분 좋은 상황에서 터져 나왔다.
- LSM엔터테인먼트의 인터뷰와 촬영을 담은 맥심 7월호의 출간일이 2012년 6월 21일이라는 간접광고성 내용이 삽입된다.
- 이상민 대표가 맥심을 보며 웃었던 대목은 고대시가인 구지가(龜旨歌)의 내용이며, 다소 성(性)적인 내용으로 해석되었었다.
- 6회에서 다음의 유명 커뮤니티인 이종격투기 카페가 언급되지 않은 데에 대한 우회적인 사과의 표현이 7회에 이루어졌다.
- 김비서가 등업이 없어도 게시글을 볼 수 있는 장점 때문에 다음 쭉빵카페에 자주 접속한다는 것을 10asia를 통해 밝혔다.
- 이수민이 유영복 네오퍼플 이사와 함께 나타나서 언급한 레몬사탕은 인피니트의 이성종이 투니버스 막이래쇼에서 연기한 대사를 패러디한 장면이다.
- 네오퍼플측에서 김가은 비서의 하차를 요구했지만 8회 예고편에는 김비서가 여전히 등장하고 있다.
- 이상민 대표가 7회분에서 매니져를 지칭할 때 백영광의 이름이 직접 거론되는 경향이 강해졌다.
- LSM엔터테인먼트의 다음 커뮤니티 카페에서 이상민 대표가 직접 팬들과 인스턴트 채팅을 하는 과정에서 음악의 신의 라이벌 프로그램은 MBC 무한도전이라고 언급했다.
- 만화가 주호민의 웹툰 '음악의 신과 함께'의 에피소드 제목은 'La Dolce Vita'이다.
- 이지혜가 예언했던 김지현의 양악수술설이 본인과 이상민 대표와의 전화통화를 통해 현실로 밝혀졌다. 이 과정에서 김지현의 휴대전화번호가 유출되어 일부 커뮤니티에서 논란을 빚었다.
- 안선영이 주최한 바자회에 참석한 이세은이 음악의 신을 8회 방영분을 통해 얼굴을 드러냈을 때 일부 네티즌들이 음악의 신에 (사실상)고정출연하고있는 고재형과 탤런트 안모氏의 삼각관계 루머를 언급했다.
- 신정환이 LSM엔터테인먼트를 찾아왔었다는 사실이 <룰영사모>와의 정모 및 LSM엔터테인먼트 채팅씬에서 언급되었다.
- 8회의 <룰영사모>와의 정모씬에서 사진첩 속 고영욱의 모습이 편집되지 않고 그대로 방영되었다.
- 고영욱이 이상민 대표를 통해 이미 상당수가 부모가 되어있는 <룰영사모> 회원들에게 미안한 심정을 간접적으로 전달했다.
- 8회 방송분 가운데 <룰영사모> 한 회원이 12회로 방송이 종료되는 것을 언급했는데, 이수민고문이 음악의 신 팬들과의 인스턴트 채팅창에서 이 방송은 12회로 끝난다는 사실을 재확인시켜주었다.
- 이상민 대표가 마이데일리와의 인터뷰에서 대중들이 원한다면 음악의 신 시즌2가 제작될 수도 있다는 가능성을 내비쳤다. 9회 방영분에서는 시즌2에 대한 본인의 희망을 직접적인 대사를 통해 표현됐다.
- 싱글 '양아치니'의 발매가 결국 무산되었다.
- QOQ의 前 멤버 siwoo가 이상민 대표를 디스하는 싱글 '오음전(오디션과의 전쟁을 선포한 음악의 신과의 전쟁을 선포하는 노래)'을 공개했다. 해당 내용의 기사가 11회 방영분에서 화면을 통해 노출됐다. 2012년 7월 9일에 방영된 mnet 비틀즈코드에서 이상민 대표가 해당 디스곡을 허락했다는 내용의 토크가 진행되었다.
- 이상민 대표가 과거 sangmind를 운영하던 시절 백지영에게 빚보증을 서게 하고, 내용증명을 보낸 것에 대해 공개적으로 사과했다. 또한, 김진표를 직접 찾아가 룰라의 9집에 수록된 'going going'이 사실은 김진표의 작사를 도용하였던 것에 대한 사과와 화해를 요청했다.
- 김진표가 이효리는 악어를 싫어한다고 언급한 대목은 동물 보호 활동을 하는 것을 빗대어 표현한 것이다.
- 유세윤이 이상민 대표와의 만남을 통해 '이상민 병신'이라고 말하는 장면은 방송 직전 삭제되었다. 또한, 유세윤이 김구라와 고영욱의 이름을 묵음으로 외치는 장면이 나왔다.
- 음악프로그램에서는 이례적으로 9회 본방 다음날 진행될 FC서울의 K리그 홈경기 일정이 간접적으로 광고되었다.
- 오스트리아의 음료 레드불이 모자이크 처리되지 않고 그대로 화면에 노출되었다.
- 이상민이 유세윤에게 출연료가 가압류당하고 있다고 언급한 장면이 본방 다음날 화제가 되었다.
- 김가은이 출연하는 신의퀴즈에 대한 간접 홍보가 이루어졌다. 이 과정에서 이상민 대표와 김비서가 박재정의 발호세연기와 강인덕의 연기를 연달아 풍자한다.
- 첫회부터 지속적으로 언급된 H-유진이 9회에 처음 직접 출연해서 음악의 신에서 언급되는 것에 대한 불편함을 호소했다.
- 이수민 고문이 김진표앞에서 부른 패닉의 '왼손잡이'는 샤이니의 종현이 KBS2 불후의 명곡에서 부른 '양손잡이'를 패러디한 것이다.
- 바비킴과 이지혜 그리고 이상민 대표와의 불편한 사건과 관계가 암시되는 장면이 나왔다.
- 이상민 대표가 대구광역시에 클럽을 창업한 것이 방송을 통해 드러났다.
- mnet의 새 프로그램인 유세윤의 아트비디오 시청자 게시판에 이상민 대표가 룰라스타일리스트 김은주 씨의 이름으로 악성댓글을 남겼고, 백영광 매니저도 본명인 백두현으로 악성댓글을 남겼다.
- mnet 엠카운트다운의 2012년 6월 14일자 방영분에는 이상민 대표가 순위를 LSM엔터테인먼트의 명패를 앞에두고 발표하는 장면이 나온다.
- 이상민 대표는 tvN에서 방영된 백지연의 피플인사이드에서 LSM엔터테인먼트라는 회사명이 실제로는 계획되지 않았으나, 이미 이것이 방송때문에 많은 대중들에게 익숙해진 이름으로써 인정되어 그대로 실제 법인명이 되었다고 밝히고 있다. 이수민 고문도 한경닷컴과의 인터뷰에서 회사가 시리즈 촬영 도중에 설립되었음을 알렸다.
- 5회 방영분의 고재형과의 대화중 '친부에게 버림받았다'는 내용에 대해서는 tvN 백지연의 피플인사이드에서 이상민 대표가 직접 상세히 설명했다.
- 불법 도박사이트 운영 혐의로 이상민 대표가 유죄를 선고받았던 과정에 대한 해명이 tvN 백지연의 피플인사이드를 통해 다뤄졌다. 같은 내용이 맥심 7월호에도 소개되고있다.
- 이수민 고문이 한경닷컴과의 인터뷰에서 음악의신 연기자들의 피쳐링으로 LSM엔터테인먼트 소속의 음원이 발매될것이라고 밝혔으며, 본인의 솔로 음원이 LSM엔터테인먼트에서 제작되는 것에 대해서 언급되었다.
- 음악의 신이 기존의 12회 분량에서 16회까지 연장되는 사안이 검토되었으나 무산되었고, 이수민 고문에 의해 시즌2의 제작 가능성과 콘셉트가 한경닷컴을 통해 밝혀졌다.
- 10회에 방영되었던 대사 '백수단(백두산)'은 MBC 나는 가수다 II에서 박미경이 백두산의 밴드명을 잘못 발음한 것이 패러디 되었다.
- 한국의 '뱅상 카셀'로 유명한 영화제작자 이순열 현진씨네마 대표가 이상민과 친족관계임이 소개되었다.
- 7회에 방영되었던 맥심 화보촬영 편에서는 김가은 비서도 함께 촬영에 임했으나, 실제 발간된 맥심 2012년 7월호에는 김가은 비서의 사진만이 제외 되었다.
- LSM엔터테인먼트의 연습생 최원영씨가 mnet 쇼미더머니에 겹치기 출연하였다.
- 김가은 비서가 마이데일리와의 인터뷰를 통하여 사실 H-유진과는 구면이라고 밝혔다.
- 채널A의 예능프로그램 글로벌 한식토크 '쇼킹' 29회 방송분에서 이상민 대표가 SBS 힐링캠프 제작진에게 전화를 거는 장면은 실제가 아닌 연출된 장면이었음이 밝혀졌다.
- 채널A 쇼킹 방송분에서 이상민 대표가 고영욱에 대한 김수미의 질문에 매일 통화하고 있다고 답변했다.
- 음악의 신 2회에 언급되었던 김지현과의 헬기키스에 대한 논쟁이 채널A 쇼킹에서 탁재훈과 이상민 대표 사이에 오갔다.
- 11회 방영분에서 매니저 백영광이 이상민 대표의 장난에 의해 둔부와 성기가 짧은 찰나의 시간에 노출되어 모자이크 처리되는 불상사가 있었다.
- 11회 방영분에서 차인표의 '분노의 칫솔질'이 패러디 되었다.
- 여성중앙에서 이상민 팬미팅을 개최하는 것이 확정되어 음악의 신에서 해당 내용이 발송될 예정이었지만 불방되었다. 그에 따라 다음 tv팟에 공개된 미방영분[깨진 링크(과거 내용 찾기)] 을 통해서 확인할 수 있다.
- 11회 방영분에서 이상민과 인피니트가 함께 나오는 장면에서 '이상민 당신은 나의 형님'이라는 새 프로그램의 타이틀명이 언급되었다. 이들은 이지혜, 채리나와 함께 mnet 비틀즈코드2 에 게스트로 출연했다.
- 일간스포츠의 인터뷰에서 이상민 대표가 이수민이 LSM엔테인먼트의 연기자로 계약했음을 알렸다.
- 음악의 신에서 선발된 여자 연습생이 2012년 10월경 걸그룹으로 데뷔한다는 사실이 알려졌다.
- LSM엔터테인먼트에서 음악의 신 프로젝트 앨범<음악의 신 – THE FIRST>가 발매되는 것을 밝혔다. 앨범 재킷은 주호민이 도안하였으며, 참여 아티스트는 이상민 대표, 김가은 비서, 백영광 매니저, 유현상, 김흥국, 김성수, 박은우가 참여한다.
- 박준수 PD가 10asia와의 인터뷰에서 음악의 신은 영국 시트콤 Life's too short가 모티브였음을 밝혔다.
- 이적과 유희열 그리고 '목욕의 신' 하일권 작가도 섭외대상이었으나 불발되었다.
- 12회 방영분에서는 탁재훈이 음악의 신에서의 이상민과 MBC 무작정 패밀리에서의 이혜영을 번갈아가면서 조우하는 것에 대한 불편함을 표현했다.
- Mnet 20's choice 시상식장에서 한혜진의 얼굴이 여러번 클로즈업 된 이유는, 이전 방송분에서 이상민이 힐링캠프제작진을 향하여 전화를 걸었던 장면때문이다.
- 한동철 Mnet 국장이 솔비가 LSM엔터테인먼트에 합류하도록 권유했던 내용이 암시되는 장면이 있었다. 실제로 솔비는 하이스타엔터테인먼트로 이적하여 방송상의 설정임이 확인되었다.
- 채널A의 '글로벌 한식토크 쇼킹'에서 탁재훈이 음악의 신 초창기 에피소드에 출연하지 않은 이유는 음악의 신에 출연하게 되면 나머지 섭외가 거론된 프로그램도 전부 출연해야 하는 상황이었기 때문에 거절한 것으로 언급했지만, mnet 비틀즈코드에서 신동이 이 내용을 재차 질문하여 거짓말탐지기 조사결과 거짓으로 드러났다.
- 13회에서 백영광 실장이 애완견에게 고함친 장면은 sbs 신기생뎐이 패러디된 장면이다.
- 13회에서 이상민이 착용한 루이비통 벨트의 로고가 그대로 노출되었지만, 다음 본사 방문에 이용한 티웨이 항공 로고는 편집되었다.
- 이상민 대표가 직접 이름지은 1999년산 제주도 조랑말 '브로스'(20분 탑승시 2만5천원)의 모습이 공개되었다.
- 마지막회에서 이상민 대표가 데카론과 핏앤핏광고주에게 영상편지를 남긴 장면이 방송 다음날 언론에 화제가 되었다.
- 이상민 대표의 모친 임여순 여사가 출연하여 이상민이 고교시절 등록금을 내지 않고 오토바이를 구입한 과거를 밝혔다. 또한 이 당시 이상민 대표가 본드 및 아쿠아스프레이를 흡입했던 과거도 스스로 고백했다.
- tvN에서 방영된 ENEWS에서 '최고의 그룹을 바닥으로 추락시킨 멤버'라는 설문조사의 2위를 차지한 룰라를 밀어내고 젝스키스가 영예의 1위를 차지한 사실에 대해 이상민 대표는 '그래도 1등하는게 낫지'라고 발언했다.
- 엔딩씬 중 회상장면에서 고영욱의 얼굴이 모자이크 되지 않고 그대로 방영되었다.
- 음악의 신 The First 앨범의 수록곡 <LSM>이 마지막회 엔딩씬에서 <위험한 직원들>이라는 제목으로 방영되었다. 원곡은 브로스 1집 <Win Win>에 수록된 <long term>이라는 곡이다.
- 웹 공개 번외편에서 SBS 아내의 유혹의 유명한 장면인 '쿵떡쿵떡'씬이 패러디 되었다.
- 번외편에서 이수민 고문이 흉내낸 노래는 오리의 데뷔곡이다.
- 번외편에서 이상민 대표가 이한위를 기용하여 영화를 제작하려한적이 있지만 무산되었음이 밝혀졌다.
- 번외편에서 박진영이 출연한 영화 5백만불의 사나이에 대한 소극적인 우회 홍보가 진행되었다.
- 번외편에서는 검은색 음영의 자막처리가 진행되지 않았고, 본편에서 편집되었던 '여성중앙'의 이름이 그대로 여과없이 등장했다. 웹 공개 버전임에도 불구하고 욕설에 대한 비프음이 2차례 있었으며, '미친놈'같은 수위의 발언은 편집되지 않았다.
- 번외편에서 오프닝을 제외하고 대부분의 씬에서 BGM효과가 없다.
- 13회 방영분에서 백영광 매니저가 제주도 현지인에게 꾸중을 듣는 씬은 연출된 상황이 아니었음을 LSM엔터테인먼트 커뮤니티 대화창을 통해서 밝혔다.
- 매일경제와의 인터뷰에서 바비킴이 1회 방영분에서 이상민 대표를 무시하는듯한 전화통화는 재미를 위해 연출되었던 장면임을 밝혔다.
- MBC 무한도전 2012년 7월 21일자 방송에서 정준하가 직접 발표한 '2012 상반기 예능 UP&DOWN'에서는 음악의 신 프로그램명을 수초동안 노출시켰다.
- 2012년 8월 25일 방송통신심의위원회가 음악의 신이 10회 방영분에서 클럽 '룰루랄라'의 상호명을 노출시킨것에 대해 시청자 사과명령 조치라는 제제를 가하고자 시도했으나, 헌법재판소에서 위헌으로 판명되어 제제를 면했다. 하지만 대체 입법이 검토되어 또다른 징계를 피할 수 없는 상황이다.
- 솔비가 마이데일리와의 인터뷰에서 지상파 방송의 대형프로그램으로 컴백하기보다는 '음악의 신'으로 자연스럽게 컴백하는 것을 원했다고 밝혔다.
- 2012년 9월 12일 MBC 뮤직 '하하의 19TV 하극상'에서는 이상민 대표가 MBC에서 퇴출된 이후 처음으로 MBC계열사 케이블 채널에 게스트로 출연했다. 하하가 "음악의 신(의 선구자적 역할)이 있었기에 우리가 이런 쇼를 만들수 있게되었다"라고 화답했다.
- 음악의 신 The First 앨범의 수록곡 <유흥가>는 2012년 9월 24일을 기하여 여성가족부 산하 청소년보호위원회가 지정한 청소년유해매체물 목록에 추가되었다. 따라서 해당 음원은 19세 미만 청소년에게는 판매금지조치 된다.
- 2012년 10월 31일 mbc 라디오스타 방영분에서 마이티마우스의 상추에게 LSM엔터테인먼트와 계약한 것이 아니냐는 질문을 받지만 솔비의 반응은 "나 같은 톱스타가?"라는 대답이어서 방송의 설정이었음을 다시한번 재확인했다.
- 네오퍼플은 실제로 있는 회사였다. 1984년에 (주)동양농수산으로 시작하였고 실제로 헬리코박터 프로젝트 윌에 들어가는 난황을 개발한 회사이다. 그러나 2013년 대출원리금을 갚지 못해 상장이 폐지되는 수모를 겪었고 소액주주들이 대거 일어나는 소동이 벌어지기도 한 회사이다. 현재 사이트는 접속이 불가한 상태다.

## 음악의 신 – THE FIRST 트랙 리스트
- 발매일 : 2012년 7월 5일
- 배급사 : CJ E&M

1. 이상민 <세월이 가면> (작사:최명섭, 작곡:최기섭, 편곡:AT)
2. 이상민 & 김가은 & 이수민 & 백영광 <LSM(Edited Ver.)> (작사:이상민, 작곡:신상근, 편곡:신상근&노유림)
3. 김흥국 & 유현상 <유흥가> (작사:이상민&박은우, 작곡:AT&박은우, 편곡:AT)
4. 김성수 <누나> (작사:이상민 작곡:안태석, 편곡:안태석)
5. 이상민 <세월이 가면(Sad Ver.)> (작사:최명섭, 작곡:최기섭, 편곡:AT)
6. 이상민 & 김가은 & 이수민 & 백영광 <LSM(Full Ver.)> (작사:이상민, 작곡:신상근, 편곡:신상근&노유림)
7. 고영욱 <양아치니> (작곡: 뮤지)

## 연관 프로그램
- Mnet 《슈퍼스타K 4》
- Mnet 《유세윤의 아트비디오》
- Mnet 《M! Countdown》
- tvN 《백지연의 피플인사이드》
- 채널A 《쇼킹》
- Mnet 《쇼미더머니》
- Mnet 《비틀즈코드2》
- Mnet 《20's choice》
- tvN 《Saturday Night Live Korea 시즌2》
- Mnet 《음악의 신 시즌2》